# Xã Copley, Quận Summit, Ohio
Xã Copley (tiếng Anh: Copley Township) là một xã thuộc quận Summit, tiểu bang Ohio, Hoa Kỳ. Năm 2010, dân số của xã này là 17.304 người.